# Ortsgemeinde
Met het begrip Ortsgemeinde worden diverse organisatievormen van gemeentebesturen bedoeld in Duitsland en Zwitserland. Officieus wordt het ook in Oostenrijk gebruikt.

## Duitsland
In Rijnland-Palts is een Ortsgemeinde een gemeente die deel uitmaakt van een Verbandsgemeinde. In aanvulling hierop bestaan ook Verbandsfreie Gemeinden, die geen deel uitmaken van een Verbandsgemeinde.
Elke Ortsgemeinde is juridisch onafhankelijk en heeft een eigen burgemeester en een eigen gemeenteraad. In andere deelstaten heten de vergelijkbare publiekrechtelijke lichamen eenvoudigweg gemeente.
Ortsgemeinden hebben echter geen eigen bestuur (Verwaltung), zoals de andere gemeenten in de andere deelstaten. De Verbandsgemeindeverwaltung voert conform § 68 lid 1 van de gemeenteverordening van Rijnland-Palts de bestuursverantwoordelijkheid van de Ortsgemeinden in hun naam en in hun opdracht. Zij is hierbij echter gebonden aan de besluiten van de gemeenteraden van de Ortsgemeinde en aan de besluiten van de burgemeester.
Ortsgemeinden hebben vaak een gering aantal inwoners. Met deze regeling die in Rijnland-Palts getroffen is, kon men het bestuur tijdens de grote gemeentelijke herindelingen van de jaren zeventig van de 20e eeuw toch hervormen en tegelijkertijd het aantal gemeenten reduceren. Door de instelling van Verbandsgemeinden behoefden gemeenten geen zelfstandigheid op te geven, die bij een "echte" herindeling wel moest worden afgegeven omdat anders een voormalig zelfstandige gemeente tot kerkdorp of stadsdeel van een andere gemeente verviel.

## Zwitserland
In Zwitserland heeft het begrip voor elk Kanton een andere betekenis:  
- In het kanton Thurgau waren de Ortsgemeinden naast de Munizipalgemeinden tot aan het begin van de jaren negentig van de 20e eeuw zelfstandige entiteiten. Sinds de afronding van de gemeentehervorming in 1999 zijn deze gemeentevormen onderdeel van de 80 politieke gemeenten.
- In het kanton Sankt Gallen zijn de Ortsgemeinden al langer de facto onderdeel van een politieke gemeente, deze worden aangeduid met de term Bürgergemeinde.
- In het kanton Glarus wordt de politieke gemeente aangeduid met de term Ortsgemeinde.

## Oostenrijk
In Oostenrijk bestaat dit begrip officieel niet. Vaak wordt de term in de omgangstaal gebruikt om het verschil aan te geven met bijvoorbeeld een Pfarrgemeinde of Schulgemeinde.